# مگومی تاکاموتو
مگومی تاکاموتو (انگلیسی: Megumi Takamoto; ۳ اکتبر ۱۹۸۵ – ) صداپیشه اهل ژاپن بود. وی از سال ۲۰۰۶ میلادی تاکنون مشغول فعالیت بوده‌است.